# Wide Field Camera 3

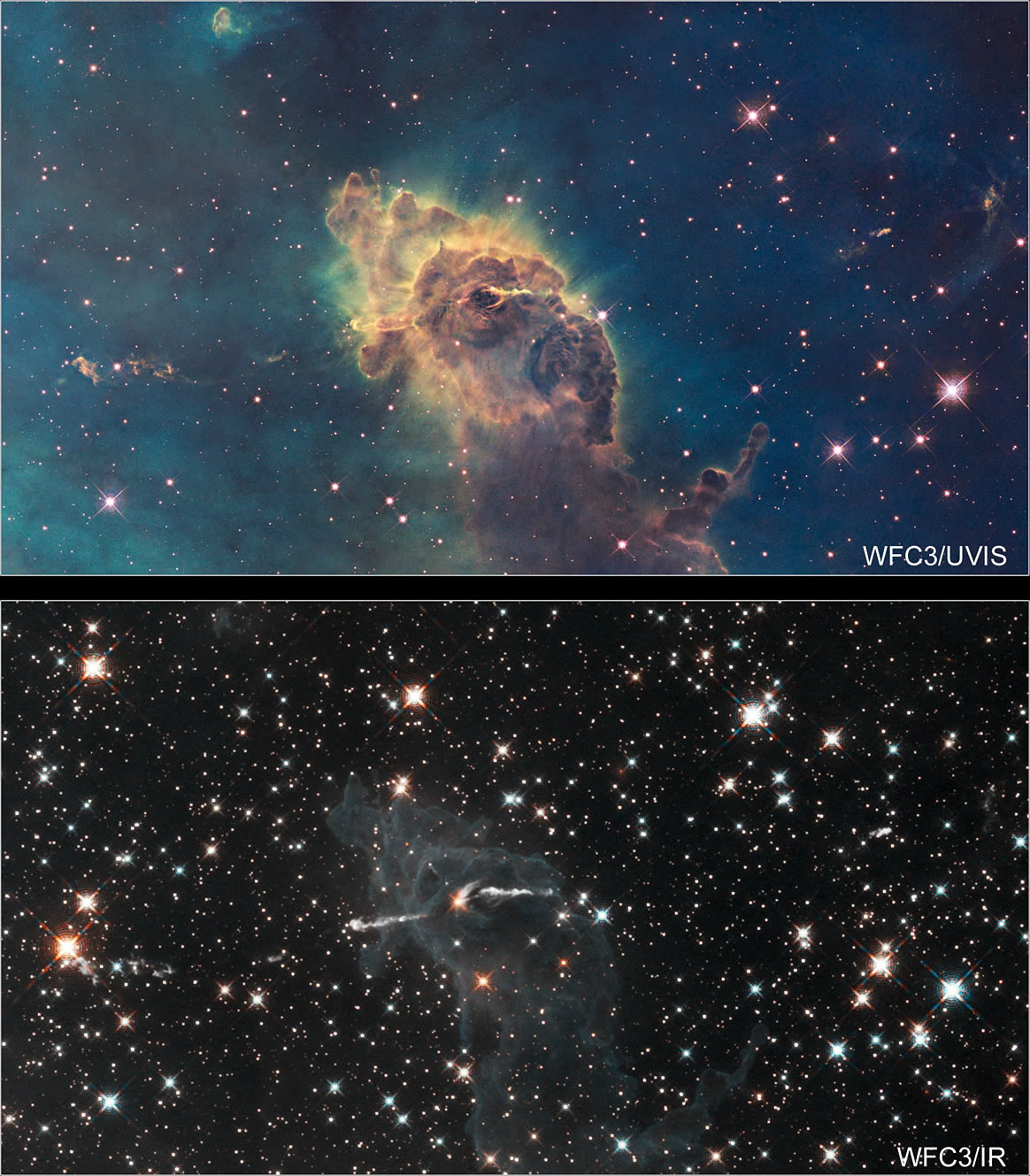
Az Eta Carinae-köd egy kis részlete az új WCP3 képén. Fent UV és látható fényben, lent pedig infravörös tartományban láthatjuk ugyanazt

A Wide Field Camera 3 (magyarul: széles látószögű kamera 3) a Hubble űrtávcső fedélzetén lévő egyik legfontosabb műszer, mely a korábbi igásló, a WFPC2 helyét vette át és jelentősen felülmúlta elődei teljesítményét.
Megtervezésére és építésére a Goddard Űrközpontban került sor, Robert O’Connell professzor vezetésével a Space Telescope Science Institute (STScI) és a Ball Aerospace & Technologies Corporation közreműködésével.
A kamera 2 csatornán képes a fény érzékelésére, az egyik az UVIS csatorna, a látható fény, infravörös és ultraibolya tartományokban 200-tól 1000 nm-ig, a másik pedig a NIR csatorna, a közeli infravörös tartományban 850-től 1700 nm-ig képes érzékelni. Ez azt jelenti, hogy jelentősen megnövekedett a Hubble által vizsgálható spektrum szélessége a korábbi műszerekhez képest.
A két külön csatorna két teljesen különálló CCD-vel rendelkezik. Az UVIS  2×2048×4096 pixeles (azaz összesen 16 megapixeles) felbontással, a NIR pedig 1000×1000 képpontos (azaz 1 megapixeles) felbontással rendelkezik.
Beépítésére a negyedik, egyben utolsó szervizküldetésen került sor, 2009 májusában, az STS–125 űrsikló küldetése során.